# Roland Grahammer
Roland Grahammer, född den 3 november 1963 i Augsburg i Tyskland, är en västtysk fotbollsspelare som tog OS-brons i fotbollsturneringen vid de olympiska sommarspelen 1988 i Seoul.